# Манила
 Тази статия е за град във Филипините.  За град в САЩ вижте Манила (Юта).  
Манила е столицата и вторият по големина град на Република Филипини. Разположен е на остров Лусон. Градът е с население от 1 846 513 жители, в мегаполиса живеят 13 484 482 души (2020), а в агломерацията – 24 922 000 души (2020 г.).

## Етимология
Името е от санскритската дума нила – „дърво индиго“; на тагалски префиксът ma- показва изобилието на това дърво, тоест „място, където има много индигови дървета“.

## История

### Ранна история
Най-ранните доказателства за човешкия живот в района на днешна Манила са близките петроглифи от Ангоно, датиращи от около 3000 г. пр.н.е. Негрито, местните жители на Филипините, са живели на остров Лусон, където се намира Манила, преди малайско-полинезийските народи да дойдат на тези територии и да асимилират някои от тях .

#### Испански период
Преди пристигането на испанците Манила е част от мюсюлманския свят, в който търговията напредва с китайски търговци и представители от други източноазиатски страни. През 1570 г. Мигел Лопес де Легазпи е принуден да се оттегли от остров Себу под натиска на португалските пирати, пристига в проспериращ мюсюлмански град и решава да установи там своята столица. За установяване на връзки с местните власти там първо е изпратен Мартин де Гоити. Той се опитва да установи авторитета на испанската корона с мирни средства. Раджа Сюлейман, управлявал тогава, отговоря, че няма нищо против да поддържа приятелски отношения с испанците, но подчиняването на който и да е друг крал не е включено в плановете му. След това конкистадорите предприемат военни действия, в резултат на което принуждават мюсюлманите да напуснат града. 24 юни 1571 г. конкистадор Мигел Лопес де Легазпи пристига в Манила и я обявява за територия на Нова Испания, създавайки градски съвет в днешната зона Интрамурос. Вдъхновен от Реконкиста, войната в континенталната част на Испания за повторно християнизиране и възстановяване на части от страната, които някога са били окупирани от мюсюлмани, той се възползва от териториалния конфликт между индуски Тондо и ислямска Манила, за да оправдае изгонването или превръщането на мюсюлманските колонисти в Бруней.

##### Развитие на инфраструктурата
През 1601 г. в Манила е открита семинария за знатни лица, която се превръща в първата образователна институция в страната. В историята на града има кратък момент на британско управление, когато по време на Седемгодишната война британците го превземат и я управляват в продължение на две години (1762 – 1764). Скоро след подписването на Парижкия мирен договор през 1763 г. те напускат града, като преди това са успели да го ограбят напълно. През следващия период колониалната столица е обогатена с голям брой паметници: обществени и частни дворци, манастири и храмове. Първият азиатски университет, кръстен на Тома Аквински, се появява в Манила. В страната се формира нова класа „просветени“, с други думи образовани хора, попълнени сред креолите, метисите и коренното население. В същото време се разпространяват либерални идеи, които особено бързо се усвояват от образовани хора. Разпространяват се антиклерикални масонски настроения. Създадена е антииспанска и антиколониална тайна организация, съставена от масонски елементи, главно от манилската буржоазия. Подобни тенденции започват да проникват и в други части на страната.

### XX век
През август 1898 г., по време на испано-американската война, след битката при Кавите, американците окупират Манила. Испанският флот е победен в залива. Част от населението подкрепя американците, които те възприемат като освободители в борбата срещу испанското потисничество. Но по същество американското нашествие е нова версия на колониализма. До юли 1901 г. американците управляват сурово и деспотично, с военна сила. Въпреки това, техните поддръжници сред филипинците са предимно буржоазията. По време на Втората световна война Манила е превзета от японски войски. След нападението на Япония над Пърл Харбър на 7 декември 1941 г. в страната се формира прояпонски колаборационистко правителство, чието седалище е в Манила. На японските нашественици се противопоставят както американците, така и филипинците. През ноември 1944 г. – февруари 1945 г. войници от императорската японска армия организират клане в града и околностите, убивайки около 100 000 цивилни. По време на битката при Манила (3 февруари – 3 март 1945 г.) значителна част от града е разрушена от американски бомбардировки.

## География
Манила се намира в западната част на остров Лусон, на източния бряг на залива Манила, на около 1300 км от континентална Азия. Река Пасиг разделя града на две части. Територията на града е представена от древни алувиални отложения на река Пасиг, част от земята е възстановена от залива. Площта на Манила е 38,55 км² и е административно разделена на 897 баранги. Всеки барангай има свой председател и съветници. Барангай са групирани в 100 зони, които също са групирани в 16 географски области. Тези зони и области нямат форма на местно управление. 16-те области от своя страна са обединени в 6 законодателни района в Манила.

### Екологични проблеми
Градът страда силно от замърсяване на въздуха от индустриални емисии и транспорт. Отворените депа за промишлени отпадъци също допринасят за влошаването на околната среда. Няколко реки в града се считат за биологично мъртви. Една от най-замърсените реки в света е Пасиг, където по данни за 2003 г. се изхвърлят около 150 тона битови и 75 тона промишлени отпадъци дневно. Основната причина за замърсяването е недоразвитата инфраструктура на града. Най-замърсеният въздух се намира в района на Ермита.

#### Климат
Климатът в Манила е субекваториален, с ясно изразена граница между сухия сезон и дъждовния сезон. Сухият сезон продължава от втората половина на декември до май, дъждовният сезон продължава през останалата част от годината, достигайки своя връх през август, когато падат около 350 мм валежи на месец. Средните годишни температури варират от 27 °C през декември – януари до 30 °C през април – май.

## Население
Според преброяването през 2007 г. населението на града е 1 660 714 души. Това е един от най-гъсто населените градове в света с гъстота на населението от 43 079 души/km², докато в район № 6 гъстотата на населението достига 68 266 души/km². В същото време гъстотата на населението на цяла Велика Манила с територия от 1425 km² е само 14 100 души/km². Най-често срещаният език на населението е филипински (базиран главно на тагалски). Английският е широко разпространен в бизнеса и образованието. Мигрантите от различни региони на страната говорят различни езици и диалекти. Китайското население на Манила говори предимно китайски.
Католиците съставляват 93,5% от населението на Манила; други религии са 2,4%; християнство – 1,9%; протестантство – 1,8%; будизъм – 1,1%.

## Икономика
Манила е основното пристанище на страната и едно от най-натоварените пристанища в света. Индустрията включва производство на химикали, текстил и облекло, електроника, храни и напитки, тютюн, шперплат, кокосово масло и др. Хранителната промишленост е един от най-стабилните сектори на производството. Градът привлича над 1 милион туристи годишно.

## Транспорт
Манила е главен железопътен възел в системата на остров Лусон. Градът се обслужва от международното летище Ниной Акино, което се намира на 8 км южно от града. Към 2012 г. трафикът му е повече от 31 милиона пътници годишно. Има 4 терминала, вторият е открит през 1999 г., третият през 2008 г. Международните полети се извършват в следните направления: Пекин, Токио, Пусан, Сеул, Хонконг, Банкок, Нагоя, Дубай, Хонолулу, Сингапур, Доха, Лос Анджелис и др.

## Образование
В Манила има много важни университети и колежи. Повечето от най-старите образователни институции се намират в района на Интрамурос. Университетите в Манила включват
- Университет Санто Томас
- Университет на град Манила
- Централен университет Манила

## Базирани в Манила организации
Седалището на Азиатската банка за развитие се намира в Манила .

## Побратими градове
- Акапулко, Мексико
- Астана, Казахстан
- Йокохама, Япония
- Пусан, Република Корея

### Родени в Манила
- Бениньо Акино III (р. 1960), политик
- Дионисио Калво (1903 – 1977), спортист
- Флоренцио Кампоманес (1927 – 2010), шахматист
- Били Кроуфърд (р. 1982), музикант
- Имелда Маркос (р. 1929), политичка
- Мария Реса (р. 1963), журналистка

Починали в Манила
- Луис Ваес де Торес (1560 – 1614), испански изследовател
- Мигел Лопес Легаспи (1502 – 1572), испански изследовател
- Аполинарио Мабини (1864 – 1903), политик